# José Manuel Darro
José Manuel Darro (Alcalá La Real, 1958) es un artista andaluz. Se dedica a diferentes formas de expresión plástica: pintura, dibujo, grabado, escultura, y diseño.

## Biografía
José Manuel Darro vive y trabaja en Granada. Es investigador del Patronato de la Alhambra y Generalife. Ha sido Conservador de Patrimonio Cultural de la colección de arte de Caja Granada Fundación y del Banco Mare Nostrum (BMN). Como artista, se interesa en las afinidades entre artes visuales, arquitectura, y poesía.  

### Artes visuales, arquitectura, y diseño
Con el arquitecto Alejandro Muñoz Miranda, crea en el año 2000 el EQUIPO 8.8 para el desarrollo y el estudio de la geometría fractal aplicada a la escultura y urbanismo. En 2004, el EQUIPO 8.8 presenta una serie de esculturas y diseños en la primera Exposición Internacional de Fractales en la sala Goya del Círculo de Bellas Artes de Madrid. De esta colaboración nacen el año siguiente las emblemáticas farolas geométricas de la Gran Vía de Colón en Granada. En 2005, el EQUIPO 8.8 inaugura la escultura dedicada a Fernando de los Ríos ubicada en la rotonda del Parque de las Ciencias.
Fue artista invitado en la Graduated School of Design de la Universidad de Harvard.

### Artes visuales y poesía

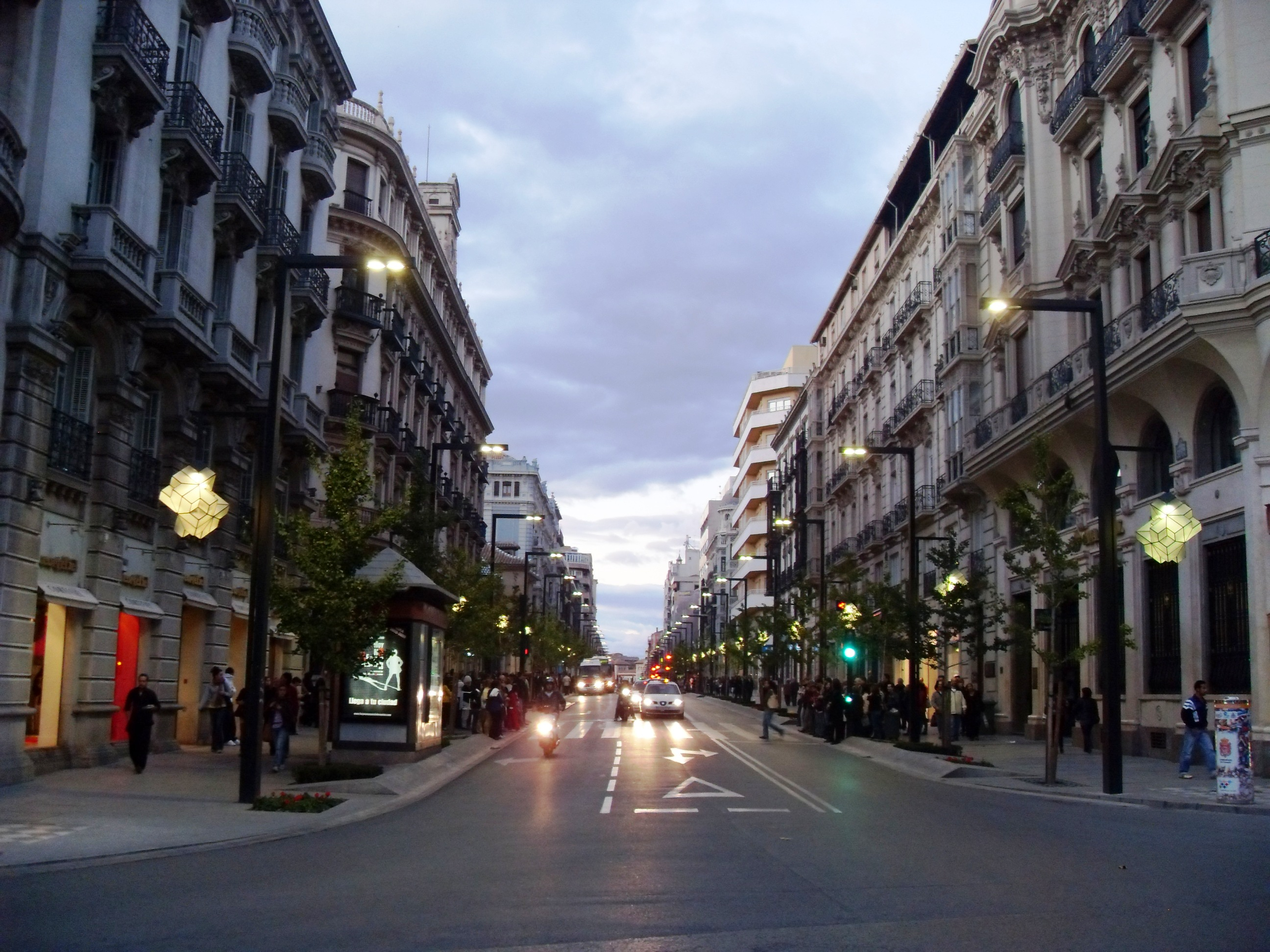
Farolas geométricas de la Gran Vía de Colón en Granada diseñadas por el EQUIPO 8.8

José Manuel Darro se interesa también en las interrelaciones entre artes visuales y poesía. Ha realizado varias ediciones de arte y poesía, ilustrando a poetas como Rainer Maria Rilke, Federico García Lorca, Julia de Burgos, Elena Martín Vivaldi, o Rafael Guillén. En su proyecto transdisciplinar denominado Roja Melancolía (2019), encarga poemas a partir de sus obras visuales a una selección de poetas de diferentes continentes (Europa, América Latina, Norteamérica, África, Medio Oriente, Asia). Roja Melancolía es un testigo artístico de la pluralidad y de la creatividad de la experiencia estética contemporánea.

### Educación
Fue bautizado en la misma pila bautismal que Juan Martínez Montañés, por expreso deseo de su padre. Cursó estudios de bachiller en el Instituto Padre Suárez de Granada teniendo como profesor de dibujo técnico a Cayetano Aníbal González. 
Desde muy temprana edad trabajó con Juan Manuel Brazam, Vicente Brito, Claudio Sánchez Muro, Julio Espadafor y la poeta Elena Martín Vivaldi: todos artistas de conciencias abiertas que inclinaron la balanza creativa granadina a favor de una modernidad. 
Ingresó en la Escuela de Artes de Granada donde recibió clases de escultura con Antonio Cano Correa, Antonio Olalla y de Miguel Moreno, y de grabado con Julio Espadafor y José García de Lomas.
A partir de los años 70, José Manuel Darro comienza a viajar para investigar y nutrirse de otras culturas. Su primer país será la India donde lo exótico, el color, la religiosidad y las costumbres causarán un gran impacto.
Es invitado en Florencia para realizar un curso en el Palazzo Spinelli. 

## Premios
- VII-Premio Nacional de Grabado, Museo del Grabado Español Contemporáneo, Marbella, 1999[9]
- Premio Pintura Joven, Ayuntamiento de Granada, 1984[10]

## Obras en museos y colecciones
- Embajada de España, Nueva Delhi, India
- Museo de la Real Academia de Bellas Artes de San Fernando, Madrid
- Palacio de la Zarzuela, Madrid
- Real Academia de Bellas Artes de San Fernando (Calcografía Nacional)
- Biblioteca Nacional de España (dibujos y grabados), Madrid[11]
- Fundación Colegio del Rey, Alcalá de Henares, Madrid
- Real Academia de Bellas Artes de Granada
- Fundación Caja de Granada
- Rotonda Fernando de los Ríos, Ayuntamiento de Granada
- Museo San Juan de la Cruz de Úbeda
- Museo de Cádiz
- Museo del Grabado Español Contemporáneo, Marbella
- Biblioteca Columbia University, New York, USA
- DE, Center for the Contemporary Arts, Willmington, USA
- IAGO, Oaxaca, México
- Y´art Gallery, Osaka, Japón
- Atelier Nishinomiya, Nishinomiya, Japón
- Kozuchi Collection, Ashiya, Japón
- "Collection Yolande Clergue", Fondation Vincent Van Gogh, Arlés, Francia
- Sammlung der S.E.W., Friburgo, Alemania
- Günter Grass Stiftung, Lübeck, Alemania
- Biblioteca del Vaticano Roma, Italia
- Museo Nacional de Damasco, Siria
- Embajada de España en el Cairo, Egipto
- Nueva Biblioteca de Alejandría, Egipto
- Engraving Museum of Douro, Portugal
- “L’Arte e il Torchio” City Museum of Cremona, Italia
- “Lucero del Amor”. Colección de Arte Contemporáneo de la Universidad de Granada

## Selección de exposiciones
- 2019. Roja Melancolía, Cuarto Real de Santo Domingo, Granada
- 2019. Áurea Melancolía, Centro Cultural Baños Árabes, Palacio de Villardompardo, Jaén
- 2019. Roja Melancolía, Instituto Cervantes, Nueva Delhi, India
- 2018. Bab al-saria Bienvenidos a la Alhambra, Capilla del Palacio de Carlos V, Granada
- 2016. Al pie de la Letra, Exposición colectiva, Palacio de los Condes de Gabia, Granada
- 2015. Couleurs des outre-mer, Exposición colectiva, Cita Cultural Francesa, Consulado de Francia, Biblioteca de Andalucía, Granada
- 2015. Simbiosis de Poesía y Pintura, Julia de Burgos, José Manuel Darro y Elena Martín Vivaldi, Museo Casa Roig Humacao, UPR Puerto Rico
- 2014. Afinidades Sensitivas, Exposiciones Homenaje a Elena Martín Vivaldi y Julia de Burgos, Biblioteca de Andalucía de Granada y Carmen de la Victoria de la Universidad de Granada
- 2014. Homenaje a Julia de Burgos, Universidad Sagrado Corazón San Juan de Puerto Rico ; Biblioteca Pedro Henríquez, Santo Domingo
- 2013. Homenaje a Leonardo da Vinci, The New Florence Biennale, IX Edición, Firenze, Italia
- 2013. Desnudas Geometrías, Galería Cartel, Málaga
- 2012. Irrtümer, Centro de exposiciones en Lehderstrasse 34, Berlin (Alemania)
- 2011. Materia y Sueño, Pabellón de Al-Ándalus y la Ciencia, Museo de las Ciencias, Granada
- 2010. Materia y Sueño, Museo de la Ville de Tunis (Túnez)

## Ediciones de Arte y Poesía
- Roja Melancolía: un catálogo de la obra de José Manuel Darro, R. Pérez Gómez (éd.), Editorial Universidad de Granada (EUG), 2019, 225 p.[12]
- La tristeza sin fin de ser poeta, Ministerio de Cultura de Santo Domingo, República Dominicana, 2016[13]
- Elena Martín Vivaldi y Julia de Burgos, Hermanamiento poético, coordinación y edición de José Manuel Darro, Editorial Universidad de Granada (EUG), 2016, 344 p.[14]
- Libélulas y granados, con poemas de Pedro Enríquez y Yutaka Hosono, ediciones Dauro, 2015, 158 p.[15]
- Amanecida, antología de poemas de Julia de Burgos en el Centenario de su natalicio, editorial EDP University, 2014, 225 p.[16]
- Les Fenêtres con poemas de Rainer Maria Rilke, 2007[6]
- Poetas en Nueva York, Centenario de Federico García Lorca, 1998[11]
- Un Gitano de Ley, con poemas inéditos de José Heredia Maya, 1997[17]